# Споменик палим Троскачанима у ратовима 1912—1918.
Споменик палим Троскачанима у Балканским и Првом светском рату се налази у атару села Кијевца на територији општине Сурдулица, на око 500m испод Кијевске чесме.
Споменик је обелиск са ширим постаментом и правоугаоном призмом, која се завршава пирамидално. Висок је 2,51cm, а израђен је од камена (пешчар или кречњак), уграђен у бетонски плато и ограђен металном неугледном оградом. Споменик је оштећен и деградиран услед дејства армосферских прилика, биолошке колонизације, али и услед механичких оштећења. 
Споменик је израђен од клесаних камених квадера квалитетног камена (пешчар или кречњак), али су камени квадери услед дугогодишње изложености атмосферским приликама и негативном утицају маховине, алги и лишајева у одмаклој фази деградације. Простор око споменика је запуштен и неодржава се, а постоје трагови оштећења насталих употребом ватреног оружја. Спомен плоча коју је поставио Драгољуб Минић је уклоњена.
Текст на споменику:
| „ | СПОМЕНИК ИЗГИНУЛИМ ТРОСКАЧАНИМА У РАТУ 1912-1918. 1. СТРАТИЈЕ ЗЛАТКОВИЋ 12. СТАНУША ПЕШИЋ 2. НАЈДАН РАДУЛОВИЋ 13. НАСТАС АНЂЕЛКОВИЋ 3. ДИМИТРИЈЕ РАДУЛОВИЋ 14. ВАСИЛИЈЕ МИЛЕНКОВИЋ 4. БЛАГОЈЕ АНЂЕЛКОВИЋ 15. ДРАГУТИН РАДУЛОВИЋ 5. ДРАГУТИН ТРАЈКОВИЋ 16. РАДУЛ ВУЧКОВИЋ 6. СТОЈАДИН СТОЈКОВИЋ 17. СВЕТОЗАР РАДУЛОВИЋ 7. ВАСИЛИЈЕ ТРАЈКОВИЋ 18. ДРАГУТИН ЈАНЧИЋ 8. ВЛАСТИМИР ПЕТРОВИЋ 19. ДРАГУТИН ДОЈЧИНОВИЋ 9. ВЛАДИМИР ДИНИЋ 20. ВИДЕН К. СТОЈАНОВИЋ 10. СВЕТОЗАР РАДУЛОВИЋ 21. АЛЕКСА ТРАЈКОВИЋ 11. СПИРА ДИНИЋ | ” |

На северној и јужној страни споменика исписана су по четири имена и презимена ратника 